# Nikolai Borissowitsch Obuchow

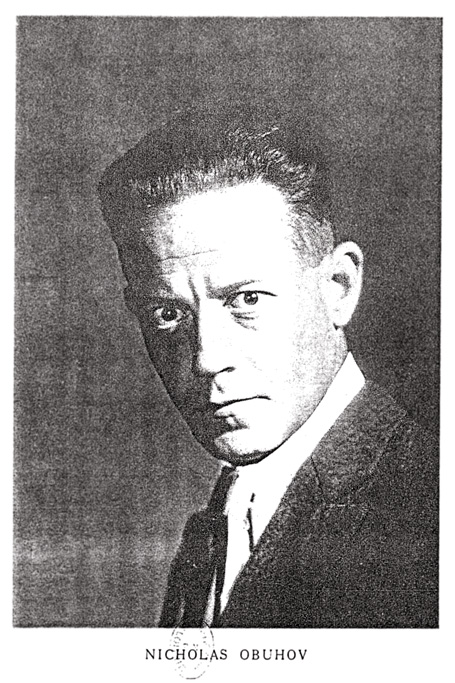
Nikolai Borissowitsch Obuchow

Nikolai Borissowitsch Obuchow (russisch Николай Борисович Обухов; * 10. Apriljul. / 22. April 1892greg. in Kursk, Russisches Kaiserreich; † 13. Juni 1954 in Saint-Cloud, Paris) war ein russischer Komponist, der 1918 nach Frankreich emigrierte. Er zählt zu den Pionieren der Zwölftontechnik und der Elektronischen Musik.

## Leben
Obuchow studierte am Konservatorium in St. Petersburg bei Maximilian Steinberg und Nikolai Tscherepnin. Einer 1913 mit Xenia Komarowskaja geschlossenen Ehe entstammten zwei Töchter. 1915 wurden Kompositionen von ihm in einem von der Zeitschrift Muzykal'nyj Sovremennik veranstalteten Konzert für Neue Musik aufgeführt. 1918 emigrierte er mit seiner Familie über Konstantinopel nach Paris, wo er bei Maurice Ravel Unterricht nahm. Ravel setzte sich für ihn ein und ermöglichte den Druck einiger Kompositionen.
Gemeinsam mit Pierre Dauvillier und Michel Billaudot entwickelte Obuchow ab 1926 ein elektronisches Musikinstrument namens „Croix Sonore“ in Form eines Kreuzes, das er fortan in vielen seiner Werke verwendete. Die Pianistin Marie-Antoinette Aussenac-de-Broglie, seine Schülerin und spätere Mitarbeiterin, war erste Interpretin dieses Instruments, das ein dem Theremin ähnliches Funktionsprinzip besitzt und berührungslos gespielt wird (das erhaltene, nicht mehr bespielbare Instrument wird im Pariser Musée de l'Opéra aufbewahrt).
Philosophisch zunächst von der Ideenwelt Alexander Skrjabins geprägt, wandte sich Obuchow in der Pariser Emigration christlicher Mystik zu. 1949 wurde Obuchow Opfer eines Raubüberfalls und war danach kaum mehr fähig, zu komponieren.

## Werk
In den frühen Werken Obuchows (Lieder und Klavierstücke) ist der Einfluss von Alexander Skrjabin erkennbar. Bereits um 1914 postulierte er die Gleichberechtigung aller 12 Halbtöne und verwendete in seinen Kompositionen Zwölftonkomplexe (also neun Jahre, bevor Arnold Schönberg seine Zwölftontechnik publizierte). In einer selbstentwickelten Notationsform ersetzte er alle Halbtonvorzeichen durch liegende Kreuze im Raum des entsprechenden Notenkopfes. Sein Konzept einer Totalen Harmonie legte er 1947 in seinem Traité d'Harmonie Tonale, Atonale et Totale nieder (zu dem Arthur Honegger ein Vorwort beisteuerte).
Ab etwa 1915 galt der Schaffensschwerpunkt Obuchows der Komposition Le Livre de Vie (Das Buch des Lebens), inspiriert von der Offenbarung des Johannes. Von der Torso gebliebenen Komposition sind 825 eng beschriebene Seiten erhalten, die in der Pariser Nationalbibliothek aufbewahrt werden. Sie sieht eine Besetzung für Solostimmen, Chor, 2 Klaviere und Croix Sonore vor (eine Orchestrierung blieb unausgeführt). Das Werk sollte als in der Osterwoche zu zelebrierendes liturgisches Ritual und Gesamtkunstwerk mit szenischen Elementen in einem eigens zu errichtenden Bauwerk zur Aufführung kommen (ähnlich Skrjabins Mysterium-Projekt, dieses jedoch noch übersteigernd). Obuchow sah sich nicht als Komponist, sondern dank göttlicher Fügung als „Entdecker“ des Werks, dessen Handschrift sich teilweise symbolistischer Darstellungen und Bildtafeln bedient. Die Komposition bietet infolge Verwendung experimenteller Techniken und durch den extremen Stimmumfang der Soli erhebliche Ausführungsprobleme. 1926 wurde unter Kussewitzkis Leitung eine orchestrierte Fassung der Einleitung (Préface du Livre de Vie) uraufgeführt. 1991 unternahm das Radiosinfonieorchester Frankfurt die deutsche Erstaufführung von Préface du Livre de Vie.